# Coupe d'Asie de basket-ball 3×3
La Coupe d’Asie de basket-ball 3×3 (anglais : FIBA 3x3 Asia Cup), jusqu’en 2013 championnat d’Asie de basket-ball 3×3 (FIBA Asia 3x3 Championship), est une compétition sportive sous l'égide de la Fédération internationale de basket-ball fondée en 2013.

## Historique
La première édition a lieu en 2013 à Doha, au Qatar.

## Palmarès

### Tournoi masculin
| 2013 | Doha        | Qatar     | 19–17 | Arabie saoudite  | Iran             | 19–8  | Jordanie         |
| 2017 | Oulan-Bator | Mongolie  | 19–14 | Nouvelle-Zélande | Australie        | 21–18 | Kazakhstan       |
| 2018 | Shenzhen    | Australie | 17–16 | Mongolie         | Japon            | 21–20 | Nouvelle-Zélande |
| 2019 | Changsha    | Australie | 21–9  | Mongolie         | Chine            | 14–11 | Kazakhstan       |
| 2022 | Singapour   | Australie | 21–17 | Nouvelle-Zélande | Chine            | 20–18 | Philippines      |
| 2023 | Singapour   | Mongolie  | 21–18 | Australie        | Nouvelle-Zélande | 21–13 | Chine            |
| 2024 | Singapour   | Australie | 21–7  | Iran             | Mongolie         | 21–18 | Nouvelle-Zélande |
| 2025 | Singapour   | Australie | 21–19 | Chine            | Nouvelle-Zélande | 21–18 | Japon            |

### Tournoi féminin
| 2013 | Doha        | Inde             | 21–14 | Mongolie         | Turkménistan | 10–8  | Hong Kong      |
| 2017 | Oulan-Bator | Australie        | 21–15 | Malaisie         | Chine        | 21–16 | Inde           |
| 2018 | Shenzhen    | Nouvelle-Zélande | 14–11 | Chine            | Australie    | 17–5  | Japon          |
| 2019 | Changsha    | Australie        | 20–9  | Kazakhstan       | Japon        | 21–14 | Mongolie       |
| 2022 | Singapour   | Chine            | 14–10 | Australie        | Indonésie    | 21–17 | Japon          |
| 2023 | Singapour   | Australie        | 21–11 | Nouvelle-Zélande | Chine        | 11–9  | Thaïlande      |
| 2024 | Singapour   | Australie        | 18–13 | Nouvelle-Zélande | Mongolie     | 17–10 | Taipei chinois |
| 2025 | Singapour   | Australie        | 21–17 | Japon            | Chine        | 21–11 | Philippines    |